# Oranje bandlichtmot
De oranje bandlichtmot (Sciota rhenella) is een nachtvlinder uit de familie Pyralidae, de snuitmotten. De spanwijdte van de vlinder bedraagt tussen de 22 en 24 millimeter. De soort overwintert als pop.

## Waardplant
De oranje bandlichtmot heeft populier als waardplant.

## Voorkomen in Nederland en België
De oranje bandlichtmot is in Nederland en in België een schaarse soort. In België wordt de soort vooral in het zuiden gezien. De eerste waarneming in Nederland dateert uit 1931 in Mechelen, de soort heeft zich daarna meer over het land verspreid over de zuidelijke helft van het land. De soort kent één generatie die vliegt van mei tot augustus.